# Юницкие
Юницкие (пол. Junicki, укр. Юницькі) — дворянский род, происходящий из казацкой полковой старшины Гетманщины.
Потомство войскового товарища Петра, значковых товарищей Андрея и Семёна и сотенного есаула Ивана Юницких (XVIII век).

## Описание герба
В красном поле серебряный щит. Щит увенчан дворянскими шлемом и короной. Нашлемник: вооружённая мечом рука. Намёт на щите красный, подложенный серебром.